# 赤離島
24°24′3″N 121°52′6″E / 24.40083°N 121.86833°E

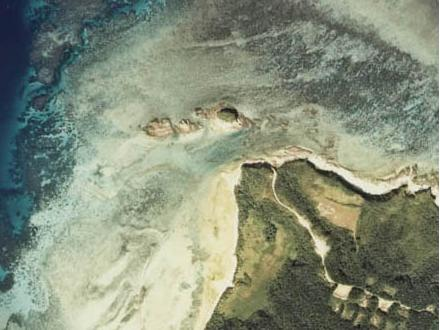
赤離島鳥瞰

赤離島為日本沖繩縣八重山郡西表島北東方數十公尺海域的荒島，隸屬八重山群島。由分離10到20公尺的兩座並列小島所構成，島之周圍為崖岸地型。
島面積為0.01km²，海岸線長不到1km，最高標高為11m。所在海域屬菲律賓海。 
地質與西表島相同均為新近纪中新世砂岩層。周邊海域波浪高湧，清順治12年（1655年）有中國船於此發生船難之記録。